# تیمورسوری سفلی
تیمورسوری سفلی، روستایی از توابع بخش فیروزآباد شهرستان سلسله در استان لرستان ایران است.

## جمعیت
این روستا در دهستان فیروزآباد قرار دارد و براساس سرشماری مرکز آمار ایران در سال ۱۳۸۵، جمعیت آن ۹۹ نفر (۲۳خانوار) بوده‌است.